# Марин Босиочич
Марин Босиочич (на хърватски: Marin Bosiočić) е хърватски шахматист, гросмайстор.

## Биография
Роден е на 8 август 1988 година в град Риека, тогава в СФР Югославия, днес Хърватия. Учи като студент във факултета по икономика в родния си град.
Започва да се занимава сериозно с шахмат на петгодишна възраст. Присъединява се към основания през 1993 година риекски шахматен клуб „Джуниър“, където е сред първите ученици, които започват да се подготвят в клуба. През 2004 и 2005 година спечелва хърватското първенство за момчета до седемнадесетгодишна възраст. Участва на две европейски отборни първенства за момчета до осемнадесетгодишна възраст, съответно през 2003 (първа дъска) и 2006 (втора дъска). През 2009 година спечелва хърватското първенство по блиц шахмат. Същата година участва на европейското отборно първенство в Нови Сад, където играе на четвърта дъска.
Босиочич става международен майстор през 2007 година, а година по-късно – гросмайстор.

## Турнирни резултати
- 2005 – Сплит (второ място на „Мемориал дон Иван Цвитанович“ с резултат 6 точки от 9 възможни, на половин точка зад победителя Томаш Полак)[7]
- 2008 – Триест (второ място след тайбрек на Международен шахматен фестивал „Триест“ с резултат 7 точки от 9 възможни, колкото има победителя Сергей Тивяков)[8]
- 2009 – Риека (трето място на турнир по ускорен шахмат с резултат 8,5 точки от 11 възможни)[9]
- 2011 – Сплит (първо място на „Сплит Оупън“ с резултат 8 точки от 9 възможни)[10]
- 2012 – Триест (трето място след тайбрек на международния шахматен фестивал „Триест“ с резултат 6,5 точки от 9 възможни, колкото имат победителят Владимир Баклан и вторият Иля Смирин)[11]